# Уильям С. Дарлинг
Уильям С. Дарлинг (англ. William S. Darling, урождённый Вильмош Бела Шандорхази (венг. Sándorházi Vilmos Béla), 14 сентября 1882 — 15 декабря 1963) — американский арт-директор венгерского происхождения.

## Биография
Родился в родился в Шандре, Австро-Венгрия. Учился в Венгерском университете изобразительных искусств в Будапеште, где изучал живопись, а затем поступил на стипендию в Школу изящных искусств в Париже.
В 1910 году Дарлинг иммигрировал в Нью-Йорк, использовав имя Адальбер Сандорхази, где начал успешную карьеру художника-портретиста. Во время Первой мировой войны он поменял свое имя на Уильям С. Дарлинг, взяв при этом по совету супруги Гвендолин Дарлинг её девичью фамилию, чтобы избежать инородного звучания. Около 1920 года он переехал в Калифорнию, где он начал работать художником постановщиком для кинофильмов, а вскоре стал руководителем арт-отдела «20th Century Fox». В период между 1921 и 1954 годов Дарлинг работал над 61 фильмов, наиболее известные из которых «Кавалькада» (1931), «Песня Бернадетт» (1943) и «Анна и король Сиама» (1946) принесли ему премию «Оскар» за лучшую работу художника-постановщика. Помимо этого он ещё четыре раза номинировался на премию Американской киноакадемии за фильмы «Лондонский Ллойдс» (1936), «Крошка Вилли Винки» (1937), «Пришли дожди» (1939) и «Ключи от царства небесного» (1941). Дарлинг был членом Американской академии изобразительных искусств.
В 1957 году, спустя два года после смерти супруги, Дарлинг женился на художнице-портретистке Марджори Адамс. Последние годы жизни он провёл с супругой в городе Лагуна-Бич, штат Калифорния, где скончался в 1963 году в возрасте 81 года. В 2012 году гильдия американских арт-директоров ввела Дарлинга в свой Зал славы.

## Награды
- 1934 — Премия «Оскар» за лучшую работу художника-постановщика («Кавалькада»)
- 1944 — Премия «Оскар» за лучшую работу художника-постановщика («Песня Бернадетт»)
- 1947 — Премия «Оскар» за лучшую работу художника-постановщика («Анна и король Сиама»)